# Brillia
Brillia is een muggengeslacht uit de familie van de Dansmuggen (Chironomidae).

## Soorten
- B. bifida (Kieffer, 1909)
- B. flavifrons (Johannsen, 1905)
- B. laculata Oliver and Roussel, 1983
- B. longifurca Kieffer, 1921
- B. parva Johannsen, 1934
- B. pudorosa Cobo, Gonzales & Vieira-Lanero, 1995
- B. retifinis Saether, 1969
- B. sera Roback, 1957